# کروپانی

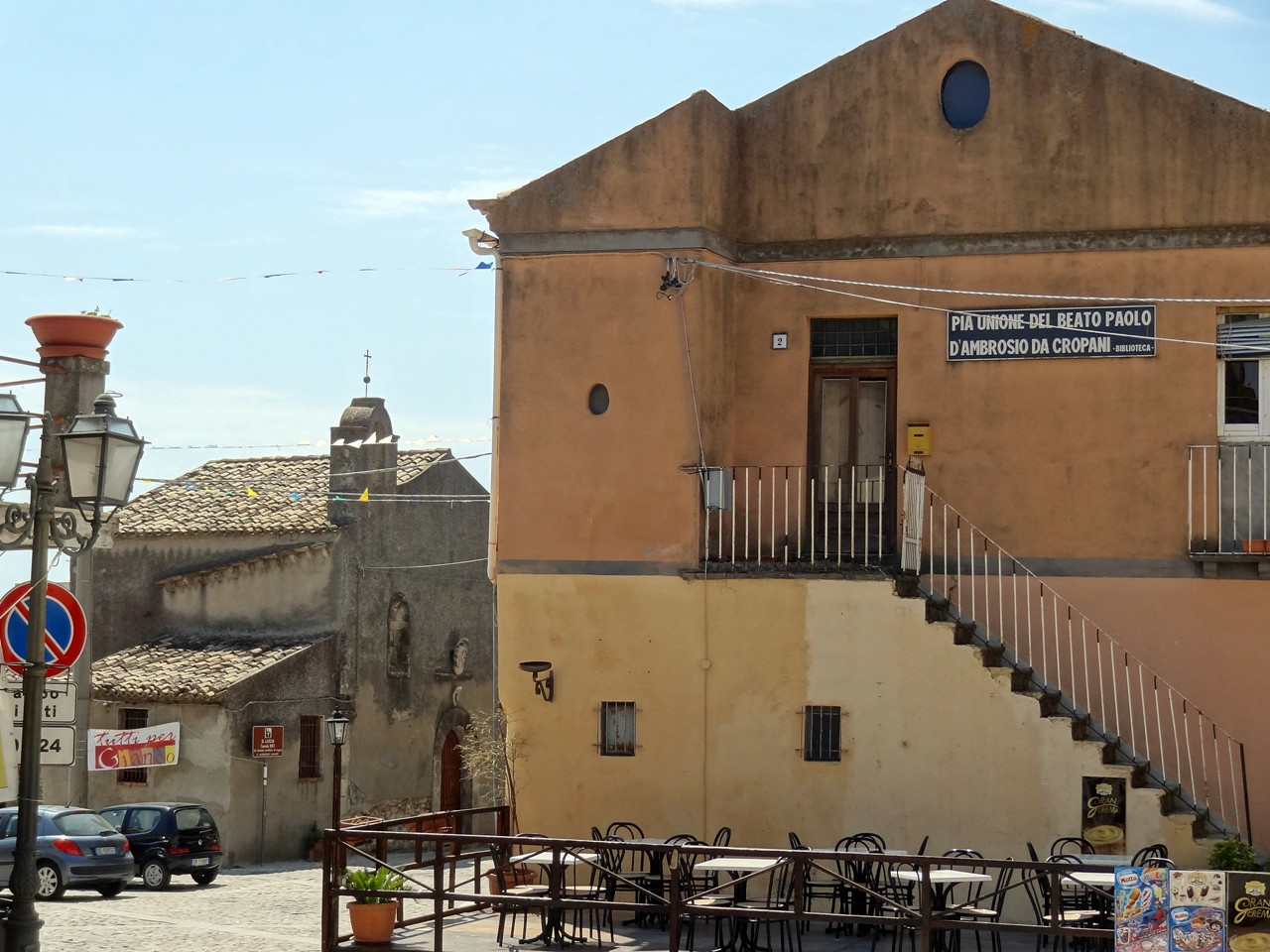
منطقه مسکونی در ایتالیا

کروپانی (به ایتالیایی: Cropani) یک منطقهٔ مسکونی در ایتالیا است که در استان کاتانزارو واقع شده‌است.

## خصوصیات
کروپانی ۴۳ کیلومترمربع مساحت و ۴٬۷۰۱ نفر جمعیت دارد و ۳۴۷ متر بالاتر از سطح دریا واقع شده‌است.